# Улица Соборности (Чернигов)
Улица Соборности (до 2024 года — улица Доценко) (укр. Вулиця Соборності) — улица в Деснянском районе города Чернигова. Пролегает от проспекта Левка Лукьяненко (улицы Рокоссовского) до улицы Владимира Коваленко (Генерала Пухова), исторически сложившаяся местность (район) Бобровицкий жилой массив.
Примыкает улица Космонавтов.

## История
Улица была проложена в конце 1960-х годов. Застраивалась в 1960-1970-е годы вместе с другими улицами Бобровицкого жилмассива. В 1978 году была построена школа № 29 (дом № 9). 
Новая улица получила название улица Доценко — в честь Героя Советского Союза Иосифа Трофимовича Доценко.
16 марта 2022 года российская армия обстреляла очередь за хлебом около расположенного на улице магазина «Союз». Ещё один снаряд попал в дом неподалёку. Погибли не менее 18 человек.
В рамках политики очищения городского пространства от топонимов, связанных с коммунистическим тоталитарным режимом,  10 июля 2024 года улица получила современное название — в честь Дня соборности Украины, согласно Решению Черниговского городского совета № 41/VIII-7 «Про переименование улиц в городе Чернигове» («Про перейменування вулиць у місті Чернігові»).

## Застройка
Улица пролегает в северном направлении, затем после примыкания улицы Космонавтов — северо-восточном. Парная и непарная стороны улицы заняты многоэтажной жилой (преимущественно 5-этажные и частично 9-этажные дома) застройкой, учреждениями обслуживания. Перекрёсток с улицей Владимира Коваленко (Генерала Пухова) — парная сторона улицы Владимира Коваленко — занят городским лесопарком Берёзовая роща.
Учреждения:
1. дом № 1 Б — детсад № 65
2. дом № 2 — отделение связи «Укрпочта» № 35
3. дом № 9 — школа № 29 (открыта в 1978 году)
4. дом № 20 — детсад № 74
5. дом № 22 — школа № 12
6. дом № 25 Б — отделение связи «Укрпочта» № 32; ЖЭК № 10
7. дом № 29 — школы №№ 31 и 25
8. дом № 34 — Черниговский центр медико-социальной реабилитации детей-инвалидов «Возрождение»

Мемориальные доски:
1. дом № 9 — участникам вооружённого конфликта на Востоке Украины Александру Шику, Андрею Ищенко — на здании школы № 29, где учились;
2. дом № 22 — участнику Вооружённого конфликта на Востоке Украины Андрею Николаевичу Шанскому — на здании школы №12, где учился;
3. дом № 22 — участнику Вооружённого конфликта на Востоке Украины Денису Игоревичу Чередниченко — на здании школы №12, где учился (1994-2002);
4. дом № 22 — участнику Вооружённого конфликта на Востоке Украины Игорю Владимировичу Нешко — на здании школы №12, где учился (1986-1993);
5. дом № 27 — Герою Советского Союза Иосифу Трофимовичу Доценко — комментарий прежнего именования улицы;
6. дом № 29 — участникам Вооружённого конфликта на Востоке Украины Дмитрию Терновому, Владимиру Титарчуку, Виктору Запеке — на здании школы № 31, где учились.